# My Time (Lil Tecca)
My Time è il singolo di debutto del rapper statunitense Lil Tecca, pubblicato il 6 aprile 2018 dall'etichetta discografica Republic Records.

## Tracce
1. My Time – 2:19